# Roope Latvala

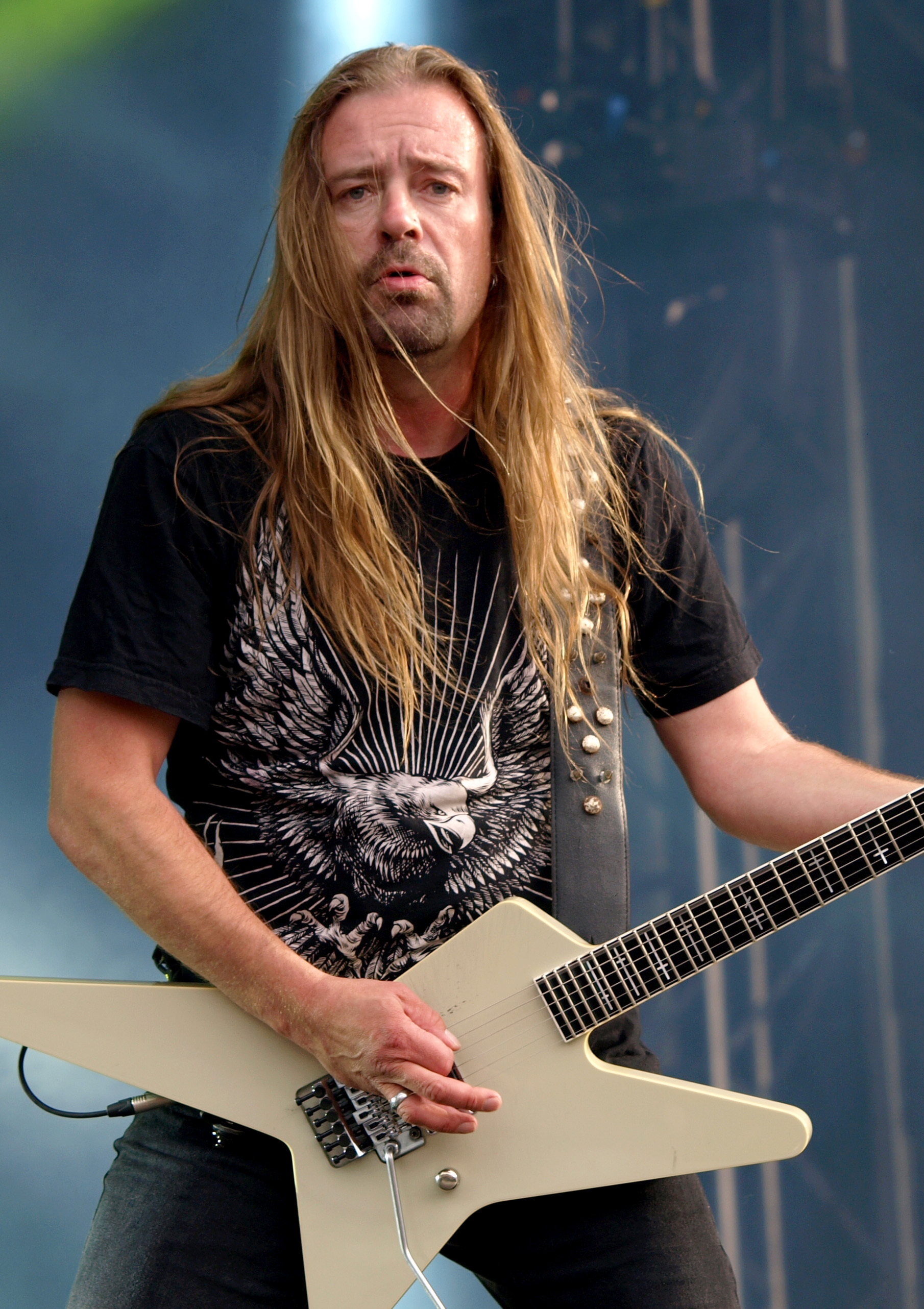
Roope Latvala, 2013

Roope Latvala (* 25. Juni 1970 in Helsinki) ist ein finnischer Musiker. Er spielt Gitarre in den Metal-Bands Sinergy und Stone – bis 2015 auch bei Children of Bodom.

## Werdegang
Latvala gründete im Alter von 15 Jahren seine erste Band Stone, in der er bis zu deren Auflösung 1991 E-Gitarre spielte und auf den ersten beiden Alben Stone und No Anaesthesia! Backing-Vocals beisteuerte. Insgesamt veröffentlichte Stone vier Studioalben, sowie ein Livealbum und eine Kompilation.
Nach der Auflösung von Stone spielte Latvala in verschiedenen Projekten wie unter anderem Waltari, Soulgrind, Jailbreakers oder Latvala Bros. und komponierte außerdem einige Soundtracks für diverse Filme und Opern.
Im Jahr 1999 stieg er bei dem finnischen All-Star-Projekt Sinergy ein.
Latvala steuerte auf zahlreichen Veröffentlichungen verschiedener Bands wie Amon Amarth, Divine: Decay, Evince und Warmen Gast-Gitarrenparts bei.
Children of Bodom
Latvala stieg im Jahre 2003 bei der finnischen Melodic-Death-Metal-Band Children of Bodom ein, um Alexander Kuoppala zu ersetzen, von dem sich die Gruppe aufgrund persönlicher Differenzen getrennt hatte. Im Jahre 2005 gab Latvala auf dem fünften Studioalbum der Band Are You Dead Yet? sein Debüt.
Vor dem Einstieg bei Children of Bodom war er eine Zeit lang als Straßenbahnfahrer tätig.
Im Mai 2015, kurz vor Beginn der Aufnahmen für das neunte Studioalbum, gab Children of Bodom den Ausstieg Latvalas aus der Band bekannt. Man trenne sich ohne böses Blut, so die Band. Entgegen dieser Position gab Latvala unter anderem an, dass er sich „hintergangen“ fühle und dass sein Rauswurf „ohne [weitere] Erklärung“ erfolgte. Latvala wurde für einige Live-Shows von Antti Wirman (Warmen) temporär ersetzt. Als fester Ersatz wurde schließlich Daniel Freyberg (Naildown, Norther) verpflichtet.

## Equipment
Latvala spielte überwiegend Jackson-Randy-Rhoads-Modelle, hat jedoch nach seinem Einstieg bei Children Of Bodom bei ESP einen Endorsement-Vertrag unterzeichnet. Sein Signature-Modell „Random Star“ ist in verschiedenen Ausführungen käuflich zu erwerben.

## Diskografie
Stone
- 1988: Stone
- 1989: No Anaesthesia!
- 1990: Colours
- 1990: Empty Suit (12"-EP)
- 1991: Emotional Playground

Soulgrind
- 1995: Ladit A.D. 1999: Bihttpotb

Waltari
- 1996: Yeah! Yeah! Die! Die! Death Metal Symphony in Deep C
- 1997: Space Avenue
- 1998: Decade
- 1999: Radium Round

Cat & Mouse
- 1998: Around and Round

Warmen
- 2000: Unknown Soldier

Sinergy
- 2000: To Hell and Back (Nuclear Blast)
- 2002: Suicide by My Side (Nuclear Blast)

Children of Bodom
- 2004: Trashed, Lost & Strungout (EP)
- 2005: Are You Dead Yet?
- 2007: Chaos Ridden Years (Live-Doppel-CD, DVD)
- 2008: Blooddrunk
- 2009: Skeletons In the Closet (Coveralbum)
- 2011: Relentless Reckless Forever
- 2013: Halo of Blood